# Mur de Londres

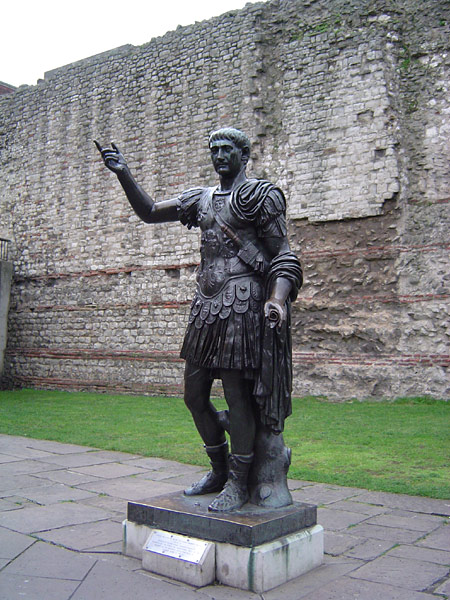
Statue de Trajan devant une section du mur

Le mur de Londres (en anglais : London Wall) est le mur romain bâti entre 190 et 225 autour de Londinium, plus grande ville de la province romaine de Bretagne. Quelques tronçons du mur subsistent aujourd'hui.
Long d'environ 3,2 kilomètres entourant un espace de 130 hectares aujourd'hui largement englobés au sein du territoire de la Cité de Londres, il faisait environ 6 mètres de haut pour 2,5 mètres de large, et possédait au minimum six portes, voire sans doute au moins une septième qui donnait sur un pont en bois franchissant la Tamise, lui-même ancêtre du pont de Londres, mais dont aucune trace probante n'a été trouvée.
La statue de l'empereur romain Trajan, située devant le mur, est une création moderne. De plus, elle est anachronique, vu que cet empereur régna de 98 à 117 après Jésus Christ, alors que le mur date d'une période de construction qui s'étale de 190 à 225 après Jésus Christ. De plus, Trajan ne séjourna jamais en Bretagne, mais surtout au Moyen-Orient, en Égypte, et en Gaule. Le mur fut certainement construit sous le règne de Septime Sévère, entre 193 et 211, qui séjourna régulièrement à Londinium et York, avec ses fils Caracalla et Geta.   

## Toponymie contemporaine
Ces six portes ont laissé leurs traces dans la toponymie de la ville. Elles sont, en sens horaire à partir de celle de Ludgate : 
- Ludgate ;
- Newgate ;
- Aldersgate ;
- Cripplegate ;
- Bishopsgate ;
- Aldgate.

Une septième porte, Moorgate, a été ouverte au XVe siècle entre Cripplegate et Bishopsgate mais qui était à l'origine une poterne intégrée au mur de Londres.
Le nom de London Wall a aussi été donné à une artère de la City qui longe la section nord du mur.

## Histoire

Le mur de Londres en 400.

Sur le côté nord-ouest de l'enceinte, se trouvait un castellum, s'étendant sur une superficie d'environ 4,7 hectares et qui possédait des murailles de 4,5 mètres de hauteur pour 1,2 mètre d'épaisseur. Il abritait à la fois le domicile du gouverneur militaire et sa garnison de 1 000 hommes. Ce fort datait probablement autour de l'an 120 apr. J.-C. et fut intégré au système de défense lors de la construction du mur qui intervint environ 80 ans plus tard.